# Winx Club: The Magic Is Back
Winx Club: The Magic Is Back è una serie animata del 2025, prodotta da Rainbow e co-prodotta da Rai Kids e Netflix, reboot della serie animata Winx Club.

## Trama
Bloom, una giovane ragazza del mondo reale, scopre a sedici anni di essere una fata. Va quindi in un universo magico, nella scuola di Alfea a Magix, dove incontrerà nuove amiche: Stella, Aisha, Musa, Tecna e Flora, con le quali formerà il Winx Club. Il gruppo di amiche, però, dovrà combattere le malvagie Trix e Vexius, un misterioso mago che vuole impadronirsi della fiamma del drago, il misterioso potere magico di Bloom, e sfruttarlo per i suoi scopi.

## Produzione
Il 3 novembre 2022, Iginio Straffi ha annunciato sul suo profilo Instagram la produzione di un reboot in 3D delle Winx. Originariamente era prevista per il 2024.

## Promozione
I primi video promozionali sono stati pubblicati esclusivamente in lingua inglese. Il 28 aprile 2024 è stata rivelata la prima clip al Napoli Comicon e il 21 ottobre 2024 è stato pubblicato un teaser trailer. Tra aprile e maggio 2025 sono state pubblicate in anteprima le sequenze di trasformazione delle protagoniste, con la presentazione della canzone Forever Winx cantata da Virginia Bocelli, e il 19 luglio 2025 è uscito il trailer ufficiale anche in lingua italiana.

## Distribuzione
La serie verrà trasmessa in prima visione nel Regno Unito su CBBC a partire dal mese di settembre 2025 e in Italia su Rai 2 nell'autunno 2025. La distribuzione su scala globale della serie avverrà il 2 ottobre 2025 su Netflix.